# Piotr (Zimonjić)
Piotr, imię świeckie Jovan Zimonjić (ur. 24 czerwca 1866 w Grahovie, zm. prawdopodobnie 1941) – serbski biskup prawosławny, kanonizowany przez Serbski Kościół Prawosławny jako nowomęczennik.

## Życiorys
Jego ojciec, prawosławny kapłan Bogdan Zimonjić, był jednym z przywódców powstania w Hercegowinie w latach 1875–1878.
Ukończył seminarium duchowne w Reljewie (1887), a następnie studia teologiczne na Uniwersytecie w Czerniowcach (1893). Dwa lata po uzyskaniu dyplomu złożył wieczyste śluby mnisze (w monasterze Žitomislić). Dzień później, 7 września 1895, został wyświęcony na hierodiakona, a następnego dnia na hieromnicha. W październiku tego samego roku mianowano go profesorem seminarium duchownego, którego był absolwentem. Od 1901 zasiadał w konsystorzu metropolii Dabaru i Bośni jako radca.
9 czerwca 1903 w soborze Trójcy Świętej w Mostarze został wyświęcony na biskupa zahumsko-hercegowińskiego. Bronił niezależności serbskich organizacji cerkiewnych od władz Austro-Węgier. Na tejże katedrze pozostawał do 1920, gdy po odejściu w stan spoczynku metropolity Dabaru i Bośni Eugeniusza dekretem króla Piotra I został nowym ordynariuszem tejże eparchii. Jako biskup prowadził ascetyczny tryb życia, według reguły mniszej, słynął również z patriotyzmu.
Po zajęciu Jugosławii przez III Rzeszę nie zgodził się wyjechać z Sarajewa, postanawiając pozostać na miejscu razem z wiernymi. 12 maja 1941 został zatrzymany przez oddział ustaszy i uwięziony, po czym wywieziony do Zagrzebia, a stamtąd do więzienia w Gospiciu. Według innej wersji duchowny z Zagrzebia został przeniesiony do więzienia w Kerestinicy, gdzie był torturowany. Stamtąd trafił do Kopriwnicy, a następnie do obozu w Gospiciu lub od razu do obozu w Jasenovcu, gdzie według zeznań świadków został ponownie poddany torturom i zamordowany. Według innych, mniej prawdopodobnych wersji duchowny zmarł w szpitalu w Zagrzebiu po torturach lub został zamordowany w obozie w Jadovnie.

## Kult
Piotr (Zimonjić) został w 1998 kanonizowany przez Serbski Kościół Prawosławny jako nowomęczennik, jego wspomnienie przypada na trzecią niedzielę września. Cerkwie, których jest patronem, istnieją w Doniciach i Vojkoviciach w Bośni. W dniu jego wspomnienia liturgicznego obchodzona jest slava miasta Sarajewo Wschodnie.